# 아르크토두스
아르크토두스(Arctodus)는 신생대 플라이스토세 12,800년 전까지 지금의 북아메리카에 서식했던 포유류이다. 속명의 뜻은 '곰의 이빨'을 뜻한다.

## 특징

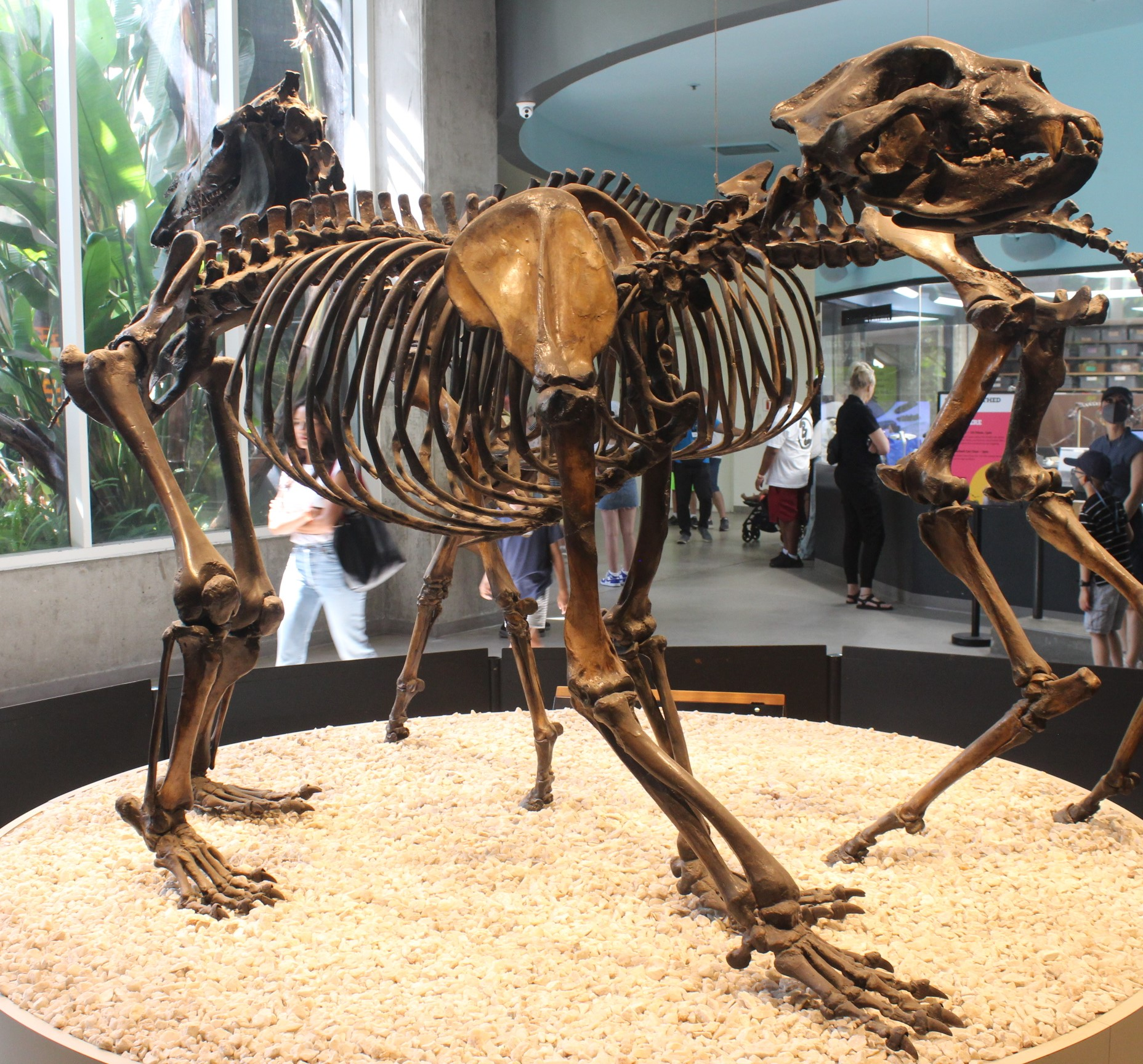
아르크토두스의 화석

아르크토두스는 크기는 보통300 ~ 950 킬로그램 (660 ~ 2,090 lb)이며, 이 중 암컷은 500 킬로그램 (1,100 lb), 수컷은 약 800 킬로그램 (1,800 lb) 정도이다. 가장 큰 수컷은 어깨 높이가 1.67 미터 (5 ft 6 in)이고 뒷다리의 키가 최대 3.4 미터 (11 ft)에 이른다고 학자들에 의해 발표되었다. 연구에 따르면 주로 사슴, 낙타과와 같은 초식동물들을 잡아먹으며, 개방된 온대 기후의 삼림 지대를 선호했지만, 다른 기후와 환경에서도 적응력이 뛰어난 종이었다.

## 화석 분포도
플라이스토세 초기
 플라이스토세 중기
 플라이스토세 후기